# IC 2151
IC 2151 ist eine Balken-Spiralgalaxie vom Hubble-Typ SBbc im Sternbild Hase am Südsternhimmel. Sie ist schätzungsweise 132 Millionen Lichtjahre von der Milchstraße entfernt und hat einen Durchmesser von etwa 60.000 Lj. Wahrscheinlich bildet sie gemeinsam mit IC 438 ein gravitativ gebundenes Galaxienpaar.
Die Typ-Ic-Supernova SN 2009mi  wurde hier beobachtet.
Das Objekt wurde am 22. Januar 1900 von Herbert Alonzo Howe entdeckt.